# Fin-de-siècle
Fin de siècle (francosko: "konec stoletja", tudi fin-de-siècle) je socialni izraz, ki se uporablja v kulturi in zgodovini idej, opisanih s specifično mentaliteto konec 19. stoletja in ki se pogosto uporablja za opis neoromanike, ki se je v umetnosti in literaturi ukvarjala s tesnobo konca stoletja, utrujenostjo družbe, nervozo in dolgočasjem. Ta miselnost je običajno povezana z simbolizmom.
Izraz je verjetno prvi uporabil Paul Bourget in se je hitro razširil preko socialne razprave o takratnem času. Arthur Schopenhauer in Eduard von Hartmann sta bila znana filozofa tistega časa in sta vplivala na pesimistično razpoloženje v književnih in umetniških krogih.
Slavna fin de siècle umetnika sta bila Edvard Munch in Gustav Klimt. V arhitekturi je bil Otto Wagner predstavnik tega izraza. Pesniki in pisatelji; Charles Baudelaire, Paul Verlaine, Arthur Rimbaud, Joris Karl Huysmans in Oscar Wilde so tudi bili povezani s fin de siècle.